# NGC 5460
NGC 5460 је расејано звездано јато у сазвежђу Кентаур које се налази на NGC листи објеката дубоког неба.
Деклинација објекта је - 48° 18' 0" а ректасцензија 14h 7m 36,0s. Привидна величина (магнитуда) објекта NGC 5460 износи 5,6. NGC 5460 је још познат и под ознакама OCL 925, ESO 221-SC24.